# Герб Кирибати
Герб Кирибати был официально принят в 1979 году после получения независимости британской колонией Острова Гилберта (прежнее название страны).
На гербе изображён жёлтый фрегат, летящий над поднимающимся солнцем. Под изображением солнца — бело-синие полоски, символизирующие Тихий океан и три группы островов Республики Кирибати (острова Гилберта, Феникс и Лайн).
17 солнечных лучей символизируют 16 островов архипелага Гилберта и остров Банаба (ранее Ошен), поднимающееся солнце — тропическое солнце, так как Кирибати расположена по обе стороны экватора. Фрегат олицетворяет силу, свободу и национальный танец Кирибати. Под гербовым щитом расположен национальный девиз: «Te Mauri Te Raoi Ao Te Tabomoa» (в переводе с языка кирибати «Здоровье, мир и процветание»).
Современный вариант герба Кирибати был предложен ещё 1 мая 1937 года во время существования британской колонии Острова Гилберта и Эллис.